# Alataspora africana
Alataspora africana is een microscopische parasiet uit de familie Alatasporidae. Alataspora africana werd in 1979 beschreven door Shulman, Kovaljova & Dubina. 